# Condé-sur-Huisne
Condé-sur-Huisne är en kommun i departementet Orne i regionen Normandie i nordvästra Frankrike. Kommunen ligger i kantonen Rémalard som tillhör arrondissementet Mortagne-au-Perche. År 2018 hade Condé-sur-Huisne 1 316 invånare.

## Befolkningsutveckling
Antalet invånare i kommunen Condé-sur-Huisne
| Referens: INSEE |